# Helina apicicauda
Helina apicicauda är en tvåvingeart som beskrevs av Xue, Wang och Tong 2003. Helina apicicauda ingår i släktet Helina och familjen husflugor. Inga underarter finns listade i Catalogue of Life.